# 셧다운제
셧다운제(Shutdown制)는 대한민국에서 만 16세 미만의 청소년에게 한국 표준시를 기준으로 하여, 자정부터 오전 6시까지 인터넷 게임의 일부 접속을 셧다운하는 기술적 조치이다. 셧다운제는 청소년보호법 제2조를 근거로 하는 유해환경 중 유해매체로부터 청소년을 보호하기 위한 대한민국 정부 시책의 일환으로, 청소년의 인터넷 과몰입 예방이 목적이었다. 청소년보호법 제 26조에 명명되어 있다. 2011년 도입되어 2021년 8월 수정이 결정되었다.

## 도입 배경
2004년 10월 몇몇 시민단체들이 '청소년 수면권 확보를 위한 대책마련 포럼'을 결성해 청소년들의 수면권을 보장하기 위한다는 명목으로 온라인 게임의 셧다운 제도 도입을 촉구했다.
2005년 7월 18일에 청소년 보호법 일부개정 법률안' (대표발의 한나라당 김재경)이 발의되어 처음으로 셧다운 제도 입법이 시도되었으나 게임 업계와 문화관광부 (현 문화체육관광부)의 의견 충돌 문제로 입법은 무산되었다.
2006년 10월에는 온라인 게임을 포함한 인터넷 과몰입 방지를 목적으로 '정보통신 서비스 중독의 예방과 해소에 관한 법률'이 발의 (대표발의 한나라당 김희정) 되어 장시간 몰입 시 건강을 해칠 수 있다는 주의문구와 서비스 이용을 시작한 지 특정 시간이 경과하면 경고문구를 표시하며, 장시간 이용 시 페널티를 부과하며 특히 청소년 이용자에 한해 그 친권자, 후견인 등 법정대리인의 요청에 따라 서비스를 제한할 수 있다는 등의 내용을 법으로 담고자 했으나 마찬가지로 당시에는 무산되응가가가각었다.
2008년 7월 10일에 '청소년보호법 일부개정법률안' (대표발의 한나라당 김재경) 이 발의되어, 온라인 게임 업체가 밤12시부터 오전6시까지 온라인 게임 서비스의 제공을 금지마하고 있으며, 이를 어기고 온라인 게임 서비스를 제공할 경우, 해당 온라인 게임 업체를 1,000만원의 벌금 또는 2년 이하의 징역에 처하게 된다.
2009년 4월 22일에 '청소년보호법 일부개정법률안' (대표발의 통합민주당 최영희) 이 발의되었고, 법안의 내용은 밤12시부터 오전6시까지 온라인 게임 서비스 금지, 청소년 연령 확인 및 게임 가입시 친권자 동의, 게임에 인터넷 게임 중독 경고 문구 표시 등이며 이를 위반하면 1,000만원의 벌금 또는 2년 이하의 징역으로 김재경 의원의 법안과 유사하며 더 상세했다.
2010년 6월 3일 문화체육관광부의 개정안와 여성가족부의 개정안을 합의하여, 셧다운제 입의 중재안을 마련하였고, 이후 2011년 4월 29일에 대한민국 국회 본회의에 '셧다운제' 도입을 골자로 대상을 만 16세 미만으로 제한하는 '청소년보호법 개정 법률안'이 상정, 통과되었다.
2011년 11월 20일에 공식적으로 셧다운 제도가 시행되었고, 대한민국 정부는 2012년 1월까지 계도 기간을 결정하였다.
2014년 4월 24일 헌법재판소에서 합헌 결정을 내렸다.

## 청소년 인터넷게임 셧다운제 사건
2014년, 헌법재판소는 13개 게임업체와 16세 미만 청소년을 자녀로 둔 박모씨 등 3명이 "16세 미만 청소년에게 오전 0시부터 오전 6시까지 인터넷게임 제공을 금지한 구 청소년보호법 제26조1항 등은 직업의 자유와 청소년의 일반적 행동의 자유를 침해한다"며 낸 헌법소원사건(2011헌마659)에서 재판관 7(합헌):2(위헌) 의견으로 합헌결정하였다.

## 유사 사례
온라인 게임 인구가 가장 많은 중국은 2007년부터 '3시간 컷오프 제도'를 시행했다. 18세 이하 청소년들이 3시간 이상 연속해서 게임을 하면 그동안 게임에서 획득한 점수를 차감하도록 소프트웨어적인 규제를 하고 있다. 최대 온라인 게임 시간이 5시간을 초과하면 모든 게임점수가 사라지도록 프로그램화되어있다. 하지만 규제를 피하려는 각종 편법적인 방법들이 있다. 그러면서 온라인 게임 중독 예방은 부모의 관심과 보호 속에서 실효를 거둘 수 있다는 게임 선진국의 주장에 동조하는 모습을 보이고 있다.

## 비판
- 셧다운제가 개인의 자유를 매우 많이 침해한다는 의견과 더불어, 관련업계에서는 헌법소원 움직임 등 실질적인 반발을 사고 있다.[7]
- 여성가족부와 문화체육관광부의 밥그릇 싸움이 심화되고 있다는 의견이 있다.[8]
- 이병찬 변호사는 셧다운제가 위헌적 요소가 있다는 입장을 밝혔다.[9]
- 대한민국 내의 최대 비디오 게임 업체인 엔씨소프트가 주민등록번호 등 본인인증 없이 이메일 주소만 넣으면 게임을 할 수 있게 한 것을 두고 '셧다운제'를 피하려는 편법이라는 논란이 일자, 정부가 셧다운제 시행과 함께 본인 인증을 강제하는 방안을 검토하겠다고 밝혔다.[10]
- 소설가 이외수는 셧다운제와 관련하여 "차라리 자정부터 오전 6시까지 게임을 제한하지 말고 공부를 제한하는 것이 청소년들의 정신건강에 휠씬 도움이 되지 않을까"라는 의견을 밝혔다.[11]
- 2021년 7월 1일부터 마인크래프트가 앞으로 만 19세 이상이어야 플레이가 가능하나 이에 대한 원인이 셧다운제로 지목되면서 논란이 되고 있다.[12][13]

## 폐지
2021년 8월 25일, 인터넷 게임 셧다운제가 폐지되면서, 문화체육관광부와 여성가족부는 사회관계장관회의에서 이런 내용의 '셧다운제도 폐지 및 청소년의 건강한 게임이용 환경 조성 방안'을 발표하였다. 게임 제공시간 제한제도 가운데 만 16세 미만 대상인 여가부의 셧다운제가 폐지됨에 따라 문체부의 게임시간 선택제만 운용된다. 더불어민주당의 이낙연은 셧다운제는 괴상한 제도였다 말하며, 폐지에 대해 환영을 표했다. 2022년 1월 1일 셧다운제가 폐지되었다.

## 같이 보기
- 표현의 자유
- 사상의 자유
- 아동 및 청소년의 성 보호에 관한 법률
- 대한민국의 셧다운 제도에 대한 헌법재판소 결정

## 참고 문헌
- 법률신문 2014년 분야별 중요판례분석 ① 헌법 김하열 2015-02-06]